# كأس الخليج العربي تحت 19 سنة
كأس الخليج تحت 19 سنة هي منافسة كرة قدم دولية ينظمها مجلس التعاون لدول الخليج العربية، وكانت أول نسخة من البطولة في سنة 2015، وقد كان من المتوقع أن يكون 2012 هو الموسم الأول من البطولة، وأن يُقام في قطر، تأخر إصدار البطولة إلى 2015 والتي استضافتها قطر، وكذلك أستضافت البطولة الثانية في عام 2016.

## النتائج
| 2015 تفاصيل | قطر | · عمان     | 1 – 1 (ب.و.إ.) (5–3 ج.) | · البحرين | · الكويت                   | 1 – 0 | · السعودية |
| 2016 تفاصيل | قطر | · السعودية | د/ر                     | · عمان    | · الإمارات العربية المتحدة | د/ر   | غير معروف  |

## وصلات خارجية
- UAFA Official Website